# Дупляк, Николай Степанович
Николай Степанович Дупляк (укр. Микола Степанович Дупляк; род. 15 января 1940 года, c. Дашковцы, ныне Виньковецкий район Хмельницкой области) — украинский государственный деятель, депутат Верховной рады Украины I созыва (1990—1994).

## Биография
Родился 15 января 1940 года в селе Дашковцы ныне Виньковецкого района Хмельницкой области.
После окончания школы в Дашковцах окончил Каменец-Подольский сельскохозяйственный институт по специальности «зоотехник». В дальнейшем с 1961 года работал в совхозе «Рея» Бердичевского района Житомирской области, где прошёл путь от зоотехника до директора, оставался в должности директора до 1998 года.
В 1990 году в ходе первых альтернативных парламентских выборов в Украинской ССР был выдвинут кандидатом в народные депутаты трудовым коллективом совхоза «Рея» Бердичевского района Житомирской области, 18 марта 1990 года в первом туре был избран народным депутатом Верховного совета Украинской ССР XII созыва (в дальнейшем — Верховной рады Украины I созыва) от Андрушевского избирательного округа № 159 Житомирской области, набрал 48,84% голосов среди 5 кандидатов. В парламенте являлся членом комиссии по вопросам строительства, архитектуры и ЖКХ, входил в депутатскую группу «Земля и воля». Депутатские полномочия истекли 10 мая 1994 года.
С июня 1998 по апрель 2002 года был главой Бердичевской районной рады.
Решением № 191 Бердичевской районной рады от 23 июня 2009 года Николаю Степановичу Дупляку присвоено звание «Почетный гражданин Бердичевского района».